# سرخرگ تهیگاهی‌کمری
سرخرگ تهیگاهی‌کمری (انگلیسی: Iliolumbar artery)نخستین شاخه از تنه خلفی سرخرگ تهیگاهی درونی است.

## ساختار
سرخرگ تهیگاهی‌کمری نخستین شاخه از تنه خلفی سرخرگ تهیگاهی درونی (شریان ایلیاک داخلی) است. این سرخرگ به سمت بالا و پشت عصب سدادی و سرخرگ تهیگاهی بیرونی و سیاهرگ مربوطه به مرز داخلی ماهیچهٔ مازویی بزرگ (پسواس بزرگ، سوئز بزرگ) حرکت کرده و در پشت آن به دو شاخه تقسیم می‌شود:
- شاخه کمری سرخرگ تهیگاهی‌کمری
- شاخه تهیگاهی سرخرگ تهیگاهی‌کمری

### آناستوموزها
1. کمری آخرین ← تهیگاهی‌کمری
2. خاجی جانبی ↔ خاجی جانبی
3. خاجی میانی ← خاجی جانبی
4. بواسیر فوقانی ← بواسیر میانی
5. چرخشی میانی رانی ← سرینی پایینی
6. چرخشی میانی رانی ↔ سدادی
7. چرخشی جانبی رانی ← سرینی بالایی
8. چرخشی عمیق تهیگاهی ← سرینی بالایی
9. چرخشی عمیق تهیگاهی ← تهیگاهی بیرونی
10. کمری آخرین ← سرینی بالایی
11. کمری آخرین ← چرخشی عمیق تهیگاهی

- ۱۲. تهیگاهی‌کمری ← چرخشی عمیق تهیگاهی.[۲]

## تصاویر

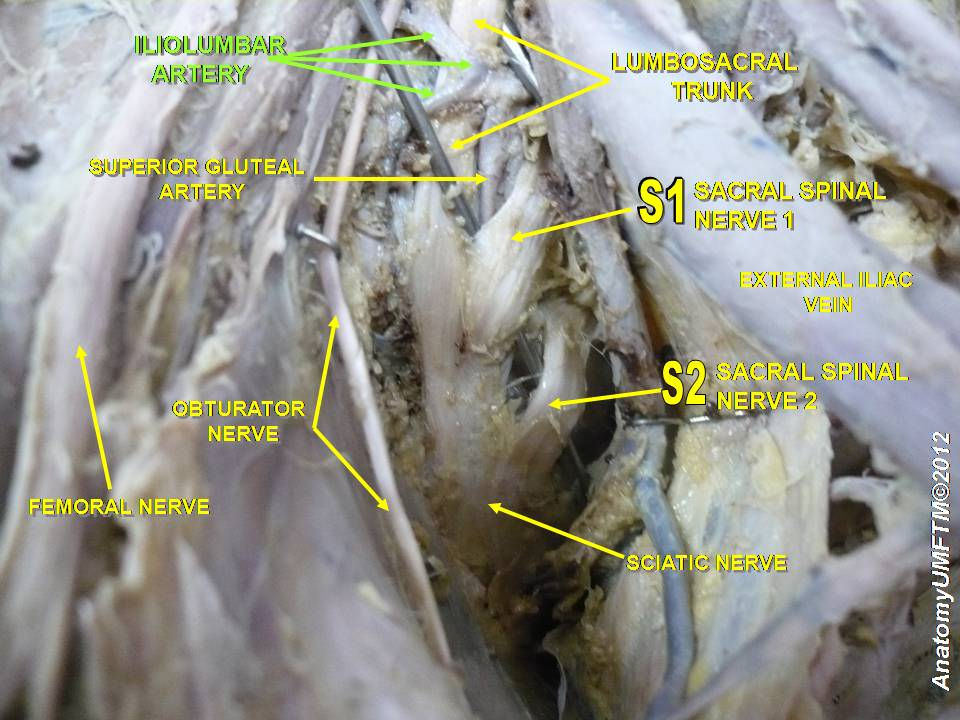
سرخرگ تهیگاهی‌کمری